# Антун Маленица
Антун Маленица (Дубровник, 1940) правни је и бивши редовни професор Правног факултета и професор емеритус Универзитета у Новом Саду

## Образовање
Дипломирао је на Правном факултету у Новом Саду 1964. г. Докторирао је 1977. г. на Правном факултету у Београду (дисертација Поклон у римском праву). За асистента Правног факултета у Новом Саду изабран је 1969. године, за доцента 1977., за ванредног професора 1983., за редовног професора 1993., за професора емеритуса Универзитета у Новом Саду 2009.

## Радна места
Био је судија Општинског суда у Новом Саду, а на факултету директор Института друштвених и правних наука, шеф Катедре за историју државе и права, директор Центра за изучавање распрострањености римског права, продекан (три мандата) и декан.

## Научни рад
Држао је предавања на енглеском, италијанском и француском језику на правним факултетима у Европи, САД и у Азији, а као позвани професор и професор у уговорном односу више година изводио је наставу на предмету Римско право на Правном факултету Универзитета La Sapienza у Риму.

### Селектована библиографија
- Маленица, Антун (2014). „RES SANCTAE U RIMSKOM PRETHRIŠĆANSKOM PERIODU” (PDF). Зборник радова Правног факултета у Новом Саду. XLVIII-1: 7—24. Архивирано из оригинала (PDF) 04. 12. 2021. г. Приступљено 01. 10. 2018.
- Маленица, Антун; Деретић, Наташа (2011). Римско право. Правни факултет у Новом Саду. ISBN 978-86-7774-088-7.
- Маленица, Антун; Шаркић, Срђан (2004). Правне теорије и институције антике. Правни факултет у Новом Саду. ISBN 978-86-80769-79-0.
- Маленица, Антун (2009). The History of Roman Law. Правни факултет у Новом Саду. ISBN 978-86-7774-043-6. Приступљено 01. 10. 2018.

## Награде
Добитник је Повеље са златном плакетом Универзитета у Новом Саду.